# Portpatrick

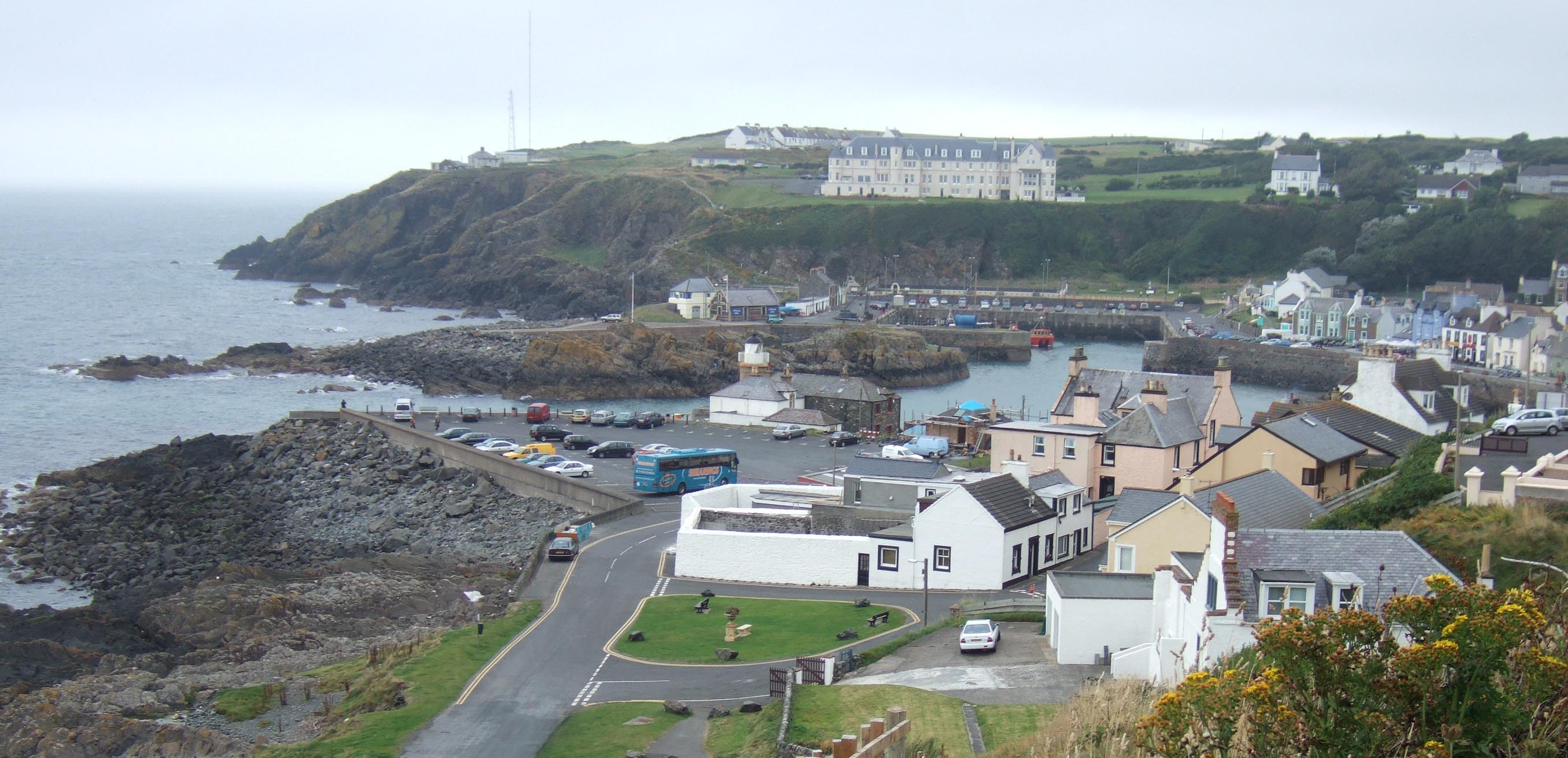
Panoramica sul porto di Portpatrick.

Portpatrick (gaelico scozzese Port Phàdraig) è un villaggio sito nella parte più occidentale della Scozia, inserito in una insenatura della costa rocciosa.
Il villaggio risale a circa 500 anni addietro ed è sito vicino alle rovine del Dunskey Castle. Sito sul Rhins of Galloway che consente la vista delle coste dell'Irlanda del Nord, possiede sentieri panoramici in cima alle scogliere e spiagge sia a nord che a sud del villaggio. La corrente del Golfo, che scende da nord, crea un clima piacevole e temperato che consente la vegetazione di piante sub-tropicali.
Il villaggio si affaccia su di una baia semicircolare che ospita il porticciolo nel quale vengono ricoverate le barche dei pescatori che costituiscono la maggior parte degli abitanti del villaggio. In tempi passati questo era un porto dal quale si effettuavano i collegamenti con la costa irlandese. Nel tardo XIX secolo, a seguito delle mareggiate che spesso investivano il porto, divenne difficoltoso l'attracco dei grandi traghetti che vennero dirottati sul vicino porto di Stranraer difeso dal Loch Ryan.
A Portpatrick si trova una stazione Navtex.

## Portpatrick oggi
Oggi Portpatrick è essenzialmente un porto di pescatori ed un luogo di villeggiatura estiva. Ospita diversi campi da golf, barche per la pesca, alberghi e bed & breakfast.